# Spokaans
Spokaans is een kunsttaal die wordt gesproken in het fictieve land Spokanië.
De taal is bedacht door Rolandt Tweehuysen toen hij nog een kind was, en hij is er altijd aan blijven werken. De bedenker is nu een taalkundige.
In tegenstelling tot bijvoorbeeld het Esperanto is het Spokaans niet bedoeld voor internationale communicatie, en het hoeft dus ook niet gemakkelijk te zijn om te leren. De grammatica zit vol met bizarre regels en de woordenschat bevat talloze ongewone woorden.